# Джиро д'Італія 2017
Джиро д'Італія 2017 була сотою версією Джиро д'Італія, одного з велосипедних Гранд Турів. Гонка стартувала 5 травня в Альгеро на острові Сардинія, і закінчилася 28 травня у Мілані. Гонку виграв Том Дюмулен, який став першим голландським переможцем Джиро.

## Команди

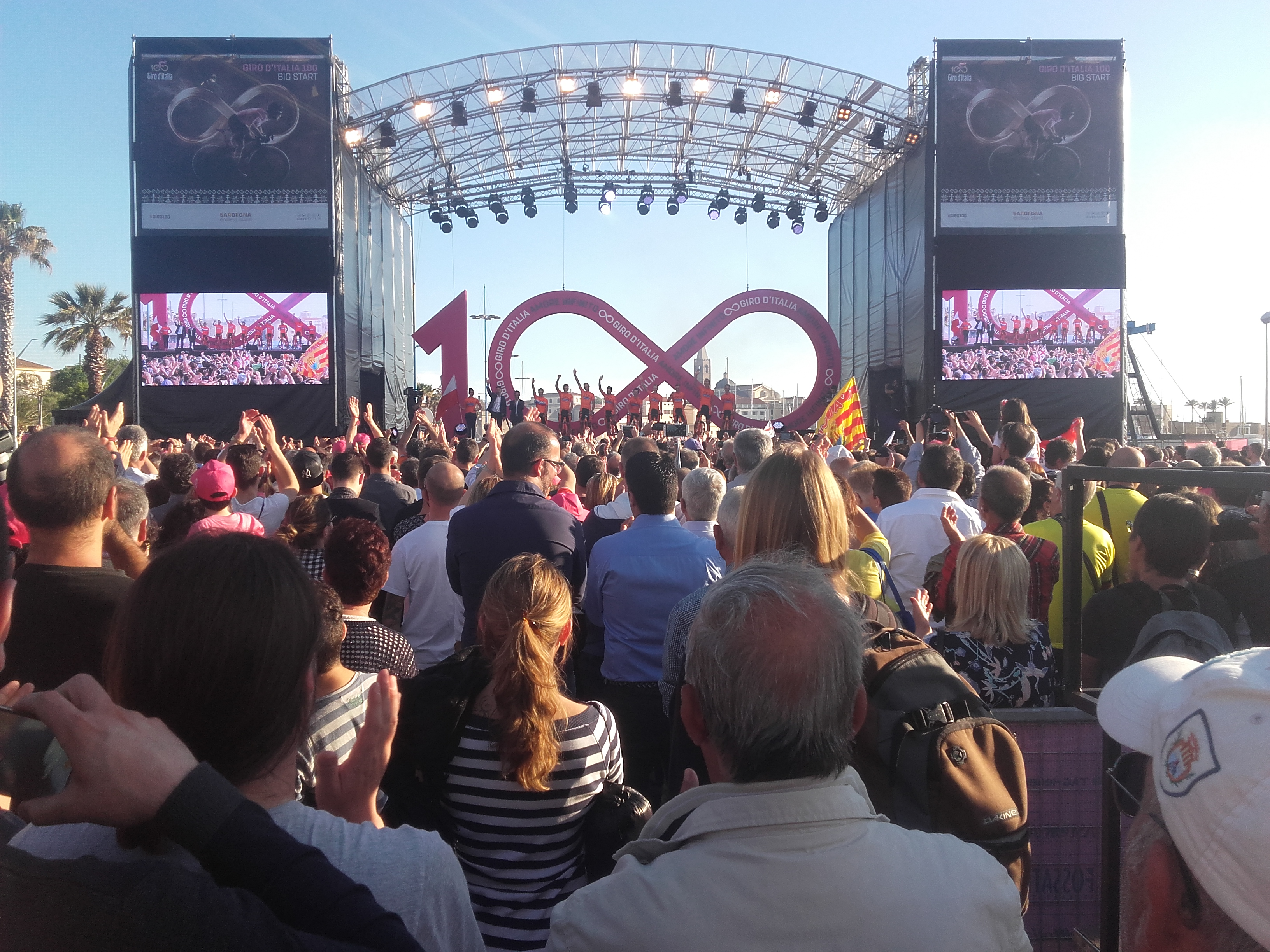
Презентація команд пройшла в Альгеро, Сардинія 4 травня.

Усі 18 команд Світового туру автоматично були запрошені та зобов'язані відвідати гонку. Також були обрані чотири вайлдкард-команди Континентальних турів UCI. Кожна з команд мала стартувати з дев'ятьма гонщиками, окрім Astana, у якої було вісім гонщиків через загибель Мікеле Скарпоні.
Команди, що взяли участь у гонці:

##### Команди Світового туру UCI
- AG2R La Mondiale
- Astana
- Bahrain-Merida
- BMC Racing Team
- Bora-Hansgrohe
- Cannondale-Drapac
- Team Dimension Data
- FDJ
- Team Katusha-Alpecin
- LottoNL-Jumbo
- Lotto-Soudal
- Movistar Team
- Orica-Scott
- Quick-Step Floors
- Team Sky
- Team Sunweb
- Trek-Segafredo
- UAE Team Emirates

##### Команди Континентальних турів UCI
- Bardiani-CSF
- CCC-Sprandi-Polkowice
- Gazprom-RusVelo
- Wilier Triestina-Selle Italia

## Фаворити перед початком гонки
Головними фаворитами перед початком гонки були Наіро Кінтана (Movistar Team) та Вінченцо Нібалі (Bahrain-Merida). Іншими претендентами на генеральну класифікацію були Джерейнт Томас та Мікель Ланда (Team Sky), Стівен Крьойсвейк (LottoNL-Jumbo), Тібо Піно (FDJ), Том Дюмулен (Team Sunweb), Адам Йейтс (Orica-Scott), Бауке Моллема (Trek-Segafredo), Ільнур Закарін (Team Katusha-Alpecin), Тіджей ван Гардерен (BMC Racing Team), Боб Юнгельс (Quick-Step Floors) та Доменіко Поццовіво (AG2R La Mondiale). 
Спринтери на Джиро включали Фернандо Гавірію, Калеба Юена, Андре Грайпеля, Яспера Стьойвена, Сашу Модоло, Джакомо Ніццоло, Сема Беннетта та Райана Гіббонса.

## Маршрут та етапи
Деталі щодо перших трьох етапів гонки були розкриті на прес-конференції 14 вересня 2016. Залишок маршруту був оголошений директором гонки Мауро Вен'і 25 жовтня 2016. Однак, організатори RCS Sport злили інформацію про маршрут на своєму вебсайті  за день до офіційної презентації.
В гонці був 21 етап, що покрили загальну дистанцію у 3,609.1  км, на 142 км більше, ніж Джиро 2016. Найдовшим етапом гонки був 12 етап у 229 км, а 14 етап був найкоротшим - 131 км. Джиро включала сукупно 69.1 км індивідуальних гонок з роздільним стартом та п'ять фінішів в горах: 4 етап на Етні; 9 етап на Блокхаусі; 14 етап в Оропі;  18 етап в Ортізеї/Сакнт-Ульріхі; та 19 етап у Пьянкавалло. Чіма Коппі (найбільший підйом гонки) був на перевалі Стельвіо під час 16 етапу. Етапи були розподілені на чотири типи організаторами гонки: роздільні старти, низької, середньої та високої складності.
| Етап | Дата      | Маршрут                                          | Дистанція       | Тип             | Тип                                      | Переможець                |
| ---- | --------- | ------------------------------------------------ | --------------- | --------------- | ---------------------------------------- | ------------------------- |
| 1    | 5 травня  | від Альгеро до Ольбії                            | 206 км          |                 | Етап низької складності                  | Лукас Пьостлбергер (AUT)  |
| 2    | 6 травня  | від Ольбії до Тортолі                            | 221 км          |                 | Етап середньої складності                | Андре Грайпель (GER)      |
| 3    | 7 травня  | від Тортолі до Кальярі                           | 148 км          |                 | Етап низької складності                  | Фернандо Гавірія (COL)    |
|      | 8 травня  | День відпочинку                                  | День відпочинку | День відпочинку | День відпочинку                          | День відпочинку           |
| 4    | 9 травня  | від Чефалу до Етни (Ріфуджо Сапієнца)            | 181 км          |                 | Етап високої складності                  | Ян Поланц (SLO)           |
| 5    | 10 травня | від Педари до Мессіни                            | 159 км          |                 | Етап низької складності                  | Фернандо Гавірія (COL)    |
| 6    | 11 травня | від Реджо-Калабрія до Терме Луїджане             | 217 км          |                 | Етап середньої складності                | Сільван Дільє (SUI)       |
| 7    | 12 травня | від Кастровілларі до Альберобелло                | 224 км          |                 | Етап низької складності                  | Калеб Юен (AUS)           |
| 8    | 13 травня | від Мольфетти до Пескічі                         | 189 км          |                 | Етап середньої складності                | Горка Ісагірре (ESP)      |
| 9    | 14 травня | від Монтенеро-ді-Бізачча до Блокхаусу            | 149 км          |                 | Етап середньої складності                | Наіро Кінтана (COL)       |
|      | 15 травня | День відпочинку                                  | День відпочинку | День відпочинку | День відпочинку                          | День відпочинку           |
| 10   | 16 травня | від Фоліньйо до Монтефалько                      | 39.8 км         |                 | Індивідуальна гонка з роздільним стартом | Том Дюмулен (NED)         |
| 11   | 17 травня | від Флоренції (Понте-а-Ема) до Баньйо-ді-Романья | 161 км          |                 | Етап середньої складності                | Омар Фраіле (ESP)         |
| 12   | 18 травня | від Форлі до Реджо-нель-Емілія                   | 229 км          |                 | Етап низької складності                  | Фернандо Гавірія (COL)    |
| 13   | 19 травня | від Реджо-нель-Емілія до Тортони                 | 167 км          |                 | Етап низької складності                  | Фернандо Гавірія (COL)    |
| 14   | 20 травня | від Кастелланії до Оропи                         | 131 км          |                 | Етап середньої складності                | Том Дюмулен (NED)         |
| 15   | 21 травня | від Вальденго до Бергамо                         | 199 км          |                 | Етап середньої складності                | Боб Юнгельс (LUX)         |
|      | 22 травня | День відпочинку                                  | День відпочинку | День відпочинку | День відпочинку                          | День відпочинку           |
| 16   | 23 травня | від Роветти до Борміо                            | 222 км          |                 | Етап високої складності                  | Вінченцо Нібалі (ITA)     |
| 17   | 24 травня | від Тірано до Канацеї                            | 219 км          |                 | Етап середньої складності                | П'єр Роллан (FRA)         |
| 18   | 25 травня | від Моени до Ортізеї/Санкт-Ульріху               | 137 км          |                 | Етап високої складності                  | Тіджей ван Гардерен (USA) |
| 19   | 26 травня | від Сан-Кандідо до Пьянкавалло                   | 191 км          |                 | Етап високої складності                  | Мікель Ланда (ESP)        |
| 20   | 27 травня | від Порденоне до Азіаго                          | 190 км          |                 | Етап високої складності                  | Тібо Піно (FRA)           |
| 21   | 28 травня | від Монци (автодром) до Мілану                   | 29.3 км         |                 | Індивідуальна гонка з роздільним стартом | Йос ван Емден (NED)       |

## Огляд гонки

### Допінг
Напередодні Джиро д'Італія UCI оголосив, що два гонщика Bardiani-CSF, Стефано Пірацці та Нікола Руффоні, мають позитивні результати тесту на рілізінг-гормони гіпотоламусу (соматоліберін) - також відомі як гормони-пептіди, фактори росту або міметіки - у зразках, зібраних під час позазмагальних допінг-тестів 25 та 26 квітня 2017. Через те, що команда була піддана першому та другому AAF у дванадцятимісячний період, UCI мав на меті застосувати статтю 7.12.1 Анти-допінгових правил UCI, яка дозволяє тимчасову відставку команди на 15-45 днів - що кинуло тінь сумніву на участь команди у Джиро.

### Лідерство у класифікаціях
У Джиро д'Італія гонщики нагороджувались чотирма майками:
- Найперша та найбільш важлива - це генеральна класифікація, яка вираховується додаванням фінішного часу кожного гонщика на кожному етапі. Гонщики отримують бонусний час (10, 6 та 4 секунди відповідно) за фініш на перших трьох місцях на кожному етапі, за виключенням двох індивідуальних гонок з роздільним стартом. Гонщик з найнижчим сукупним часом нагороджується рожевою майкою (італ. maglia rosa) та вважається переможцем Джиро д'Італія.

| Місце                 | 1  | 2  | 3  | 4  | 5  | 6  | 7  | 8 | 9 | 10 | 11 | 12 | 13 | 14 | 15 |
| --------------------- | -- | -- | -- | -- | -- | -- | -- | - | - | -- | -- | -- | -- | -- | -- |
| Етапи 1-3, 5-7, 12-13 | 50 | 35 | 25 | 18 | 14 | 12 | 10 | 8 | 7 | 6  | 5  | 4  | 3  | 2  | 1  |
| Етапи 8, 14-15, 17    | 25 | 18 | 12 | 8  | 6  | 5  | 4  | 3 | 2 | 1  | 0  | 0  | 0  | 0  | 0  |
| Інші етапи            | 15 | 12 | 9  | 7  | 6  | 5  | 4  | 3 | 2 | 1  | 0  | 0  | 0  | 0  | 0  |

- Додатково, існує очкова класифікація. Гонщики виграють очки за фініш на топ-позиціях кожного етапу, крім гонок з роздільним стартом. Пласкі етапи дають більше очок, ніж гірські етапи, що означає, що ця класифікація надає перевагу спринтерам. До того ж, очки можуть бути виграні на проміжних фінішах. Лідер очкової класифікації носив цикламенову майку, якою нагороджували вперше з 2009 року.

| Місце                               | 1  | 2  | 3  | 4  | 5  | 6 | 7 | 8 | 9 |
| ----------------------------------- | -- | -- | -- | -- | -- | - | - | - | - |
| Очки за Чіма Коппі                  | 45 | 30 | 20 | 14 | 10 | 6 | 4 | 2 | 1 |
| Очки за підйоми першої категорії    | 35 | 18 | 12 | 9  | 6  | 4 | 2 | 1 | 0 |
| Очки за підйоми другої категорії    | 15 | 8  | 6  | 4  | 2  | 1 | 0 | 0 | 0 |
| Очки за підйоми третьої категорії   | 7  | 4  | 2  | 1  | 0  | 0 | 0 | 0 | 0 |
| Очки за підйоми четвертої категорії | 3  | 2  | 1  | 0  | 0  | 0 | 0 | 0 | 0 |

- Також є гірська класифікація, у якій очки нараховуються за досягнення вершин підйомів раніше за інших гонщиків. Кожний підйом розподілений на першу, другу, третю або четверту категорію. Більша кількість очок доступна на складніших підйомах високих категорій. На підйомах першої категорії очки отримують перші вісім гонщиків; на підйомах другої категорії шість гонщиків виграють очки; на підйомах третьої категорії тільки перші чотири гонщика отримують очки, а на підйомах четвертої категорії - три. Лідерство у гірській класифікації позначається синьою майкою. Чіма Коппі, найвища точка підйому гонки, дає більше очок, ніж інші підйоми першої категорії - дев'ять гонщиків отримують очки. Чіма Коппі Джиро д'Італія 2017 - перевал Стельвіо на висоті 2,757 м.
- Четверта майка представляє молодіжну класифікацію. Лідер вираховується таким же чином, що й у генеральній класифікації, але тільки гонщики, що народилися після 1 січня 1992 беруть участь у класифікації. Переможець класифікації нагороджується білою майкою.
- Також є дві класифікації для команд. У класифікації Trofeo Fast Team додається час трьох кращих гонщиків кожної команди на кожному етапі; провідною є команда з найнижчим загальним часом. Trofeo Super Team - це командна очкова класифікація, в якій топ-20 гонщиків на кожному етапі заробляють очки для своїх команд.

Розігруються декілька інших незначних класифікацій:
- Перша - це класифікація проміжного спринту. Кожний шосейний етап має два спринта - Traguardi Volanti. Перші гонщики, що перетнуть лінії проміжних спринтів отримують очки; гонщик з найбільшою кількістю гонщиків наприкінці гонки виграє класифікацію. У цій класифікацію переміг Даніель Теклехайманот (Dimension Data).
- Інша класифікація - приз найбільш агресивному гонщику (італ. Premio Combattività) включає очки, що нараховуються першим гонщикам на фінішах етапів, проміжних спринтах та вершинах категорійних підйомів. У цій класифікації виграв Мікель Ланда (Team Sky).
- Також є нагорода відриву (італ. Premio della Fuga). У ній очки нараховуються кожному гонщику у відриві  з менше ніж  10 гонщиків, який виривається як мінімум на 5 кілометрів. Кожний гонщик отримує очко за кожний кілометр, який він провів окремо від пелотону. Гонщик з найбільшою кількістю очок у кінці Джиро виграє нагороду. В цій класифікації переміг Павло Брутт (Gazprom-RusVelo).
- Остання класифікація - це рейтинг "чесної гри" для кожної команди. Командам дають штрафні очки за порушення різноманітних правил. Вони варіюються від штрафу на півочка до порушень, за які офіційні особи гонки дають попередження та штрафу у 2000 очок за позитивний тест на допінг. Команда, що матиме найнижчу загальну кількість балів наприкінці Джиро виграє класифікацію. Переможцем була Bora-Hansgrohe, що мала 20 штрафних очок.

| Етап  | Переможець          | Генеральна класифікація | Очкова класифікація | Гірська класифікація  | Молодіжна класифікація | Trofeo Fast Team  | Trofeo Super Team |
| ----- | ------------------- | ----------------------- | ------------------- | --------------------- | ---------------------- | ----------------- | ----------------- |
| 1     | Лукас Пьостлбергер  | Лукас Пьостлбергер      | Лукас Пьостлбергер  | Чезаре Бенедетті      | Лукас Пьостлбергер     | Bora-Hansgrohe    | Bora-Hansgrohe    |
| 2     | Андре Грайпель      | Андре Грайпель          | Андре Грайпель      | Даніель Теклехайманот | Лукас Пьостлбергер     | Orica–Scott       | Lotto Soudal      |
| 3     | Фернандо Гавірія    | Фернандо Гавірія        | Андре Грайпель      | Даніель Теклехайманот | Фернандо Гавірія       | Quick-Step Floors | Dimension Data    |
| 4     | Ян Поланц           | Боб Юнгельс             | Андре Грайпель      | Ян Поланц             | Боб Юнгельс            | Cannondale-Drapac | UAE Team Emirates |
| 5     | Фернандо Гавірія    | Боб Юнгельс             | Фернандо Гавірія    | Ян Поланц             | Боб Юнгельс            | Cannondale-Drapac | Quick-Step Floors |
| 6     | Сільван Дільє       | Боб Юнгельс             | Фернандо Гавірія    | Ян Поланц             | Боб Юнгельс            | Cannondale-Drapac | Quick-Step Floors |
| 7     | Калеб Юен           | Боб Юнгельс             | Фернандо Гавірія    | Ян Поланц             | Боб Юнгельс            | UAE Team Emirates | Quick-Step Floors |
| 8     | Горка Ісагірре      | Боб Юнгельс             | Фернандо Гавірія    | Ян Поланц             | Боб Юнгельс            | UAE Team Emirates | Quick-Step Floors |
| 9     | Наіро Кінтана       | Наіро Кінтана           | Фернандо Гавірія    | Ян Поланц             | Давіде Формоло         | Movistar Team     | Quick-Step Floors |
| 10    | Том Дюмулен         | Том Дюмулен             | Фернандо Гавірія    | Ян Поланц             | Боб Юнгельс            | Movistar Team     | Quick-Step Floors |
| 11    | Омар Фраіле         | Том Дюмулен             | Фернандо Гавірія    | Ян Поланц             | Боб Юнгельс            | Movistar Team     | Quick-Step Floors |
| 12    | Фернандо Гавірія    | Том Дюмулен             | Фернандо Гавірія    | Омар Фраіле           | Боб Юнгельс            | Movistar Team     | Quick-Step Floors |
| 13    | Фернандо Гавірія    | Том Дюмулен             | Фернандо Гавірія    | Омар Фраіле           | Боб Юнгельс            | Movistar Team     | Quick-Step Floors |
| 14    | Том Дюмулен         | Том Дюмулен             | Фернандо Гавірія    | Том Дюмулен           | Боб Юнгельс            | Movistar Team     | Quick-Step Floors |
| 15    | Боб Юнгельс         | Том Дюмулен             | Фернандо Гавірія    | Том Дюмулен           | Боб Юнгельс            | Movistar Team     | Quick-Step Floors |
| 16    | Вінченцо Нібалі     | Том Дюмулен             | Фернандо Гавірія    | Мікель Ланда          | Боб Юнгельс            | Movistar Team     | Quick-Step Floors |
| 17    | П'єр Роллан         | Том Дюмулен             | Фернандо Гавірія    | Мікель Ланда          | Боб Юнгельс            | Movistar Team     | Quick-Step Floors |
| 18    | Тіджей ван Гардерен | Том Дюмулен             | Фернандо Гавірія    | Мікель Ланда          | Адам Йейтс             | Movistar Team     | Quick-Step Floors |
| 19    | Мікель Ланда        | Наіро Кінтана           | Фернандо Гавірія    | Мікель Ланда          | Адам Йейтс             | Movistar Team     | Quick-Step Floors |
| 20    | Тібо Піно           | Наіро Кінтана           | Фернандо Гавірія    | Мікель Ланда          | Адам Йейтс             | Movistar Team     | Quick-Step Floors |
| 21    | Йос ван Емден       | Том Дюмулен             | Фернандо Гавірія    | Мікель Ланда          | Боб Юнгельс            | Movistar Team     | Quick-Step Floors |
| Фінал | Фінал               | Том Дюмулен             | Фернандо Гавірія    | Мікель Ланда          | Боб Юнгельс            | Movistar Team     | Quick-Step Floors |

## Фінальні місця
| A pink jersey | Позначає лідера генеральної класифікації | A blue jersey  | Позначає лідера гірської класифікації   |
| A red jersey  | Позначає лідера очкової класифікації     | A white jersey | Позначає лідера молодіжної класифікації |

### Генеральна класифікація
| Місце | Гонщик                   | Команда           | Час         |
| ----- | ------------------------ | ----------------- | ----------- |
| 1     | Том Дюмулен (NED)        | Team Sunweb       | 90h 34' 54" |
| 2     | Наіро Кінтана (COL)      | Movistar Team     | + 31"       |
| 3     | Вінченцо Нібалі (ITA)    | Bahrain-Merida    | + 40"       |
| 4     | Тібо Піно (FRA)          | FDJ               | + 1' 17"    |
| 5     | Ільнур Закарін (RUS)     | Katusha–Alpecin   | + 1' 56"    |
| 6     | Доменіко Поццовіво (ITA) | AG2R La Mondiale  | + 3' 11"    |
| 7     | Бауке Моллема (NED)      | Trek-Segafredo    | + 3' 41"    |
| 8     | Боб Юнгельс (LUX)        | Quick-Step Floors | + 7' 04"    |
| 9     | Адам Йейтс (GBR)         | Orica–Scott       | + 8' 10"    |
| 10    | Давіде Формоло (ITA)     | Cannondale-Drapac | + 15' 57"   |

### Очкова класифікація
| Місце | Гонщик                      | Команда                       | Очки |
| ----- | --------------------------- | ----------------------------- | ---- |
| 1     | Фернандо Гавірія (COL)      | Quick-Step Floors             | 325  |
| 2     | Яспер Стьойвен (BEL)        | Trek-Segafredo                | 192  |
| 3     | Сем Беннетт (IRL)           | Bora-Hansgrohe                | 117  |
| 4     | Даніель Теклехайманот (ERI) | Dimension Data                | 100  |
| 5     | Лукас Пьостлбергер (AUT)    | Bora-Hansgrohe                | 98   |
| 6     | Том Дюмулен (NED)           | Team Sunweb                   | 80   |
| 7     | Павло Брутт (RUS)           | Gazprom-RusVelo               | 76   |
| 8     | Крістіан Сбаральї (ITA)     | Dimension Data                | 76   |
| 9     | Еугерт Жупа (ALB)           | Wilier Triestina–Selle Italia | 70   |
| 10    | Роберто Феррарі (ITA)       | UAE Team Emirates             | 70   |

### Гірська класифікація
| Місце | Гонщик                   | Команда           | Очки |
| ----- | ------------------------ | ----------------- | ---- |
| 1     | Мікель Ланда (ESP)       | Team Sky          | 224  |
| 2     | Луїс Леон Санчес (ESP)   | Astana Pro Team   | 118  |
| 3     | Омар Фраіле (ESP)        | Dimension Data    | 104  |
| 4     | Наіро Кінтана (COL)      | Movistar Team     | 70   |
| 5     | П'єр Роллан (FRA)        | Cannondale-Drapac | 70   |
| 6     | Ільнур Закарін (RUS)     | Katusha–Alpecin   | 66   |
| 7     | Ігор Антон (ESP)         | Dimension Data    | 56   |
| 8     | Том Дюмулен (NED)        | Team Sunweb       | 55   |
| 9     | Доменіко Поццовіво (ITA) | AG2R La Mondiale  | 54   |
| 10    | Тібо Піно (FRA)          | FDJ               | 53   |

### Молодіжна класифікація
| Місце | Гонщик                    | Команда           | Час          |
| ----- | ------------------------- | ----------------- | ------------ |
| 1     | Боб Юнгельс (LUX)         | Quick-Step Floors | 90h 41' 58"  |
| 2     | Адам Йейтс (GBR)          | Orica–Scott       | + 1' 06"     |
| 3     | Давіде Формоло (ITA)      | Cannondale-Drapac | + 8' 13"     |
| 4     | Ян Поланц (SLO)           | UAE Team Emirates | + 11' 02"    |
| 5     | Лауренс Де Плус (BEL)     | Quick-Step Floors | + 1h 12' 56" |
| 6     | Сімоне Петіллі (ITA)      | UAE Team Emirates | + 1h 22' 30" |
| 7     | Себастьян Енао (COL)      | Team Sky          | + 1h 37' 00" |
| 8     | Франсуа Бідар (FRA)       | AG2R La Mondiale  | + 2h 01' 59" |
| 9     | Олександр Фоліфоров (RUS) | Gazprom-RusVelo   | + 2h 02' 26" |
| 10    | Грегор Мюльбергер (AUT)   | Bora-Hansgrohe    | + 2h 05' 30" |

### Trofeo Fast Team
| Місце | Команда           | Час          |
| ----- | ----------------- | ------------ |
| 1     | Movistar Team     | 270h 36' 48" |
| 2     | AG2R La Mondiale  | + 59' 46"    |
| 3     | FDJ               | + 1h 19' 56" |
| 4     | Bahrain-Merida    | + 1h 24' 52" |
| 5     | Cannondale-Drapac | + 1h 27' 19" |
| 6     | UAE Team Emirates | + 1h 59' 31" |
| 7     | Team Sky          | + 1h 59' 41" |
| 8     | Astana Pro Team   | + 2h 09' 05" |
| 9     | Trek-Segafredo    | + 2h 23' 12" |
| 10    | Team Sunweb       | + 2h 41' 45" |

### Trofeo Super Team
| Місце | Команда           | Очки |
| ----- | ----------------- | ---- |
| 1     | Quick-Step Floors | 516  |
| 2     | UAE Team Emirates | 355  |
| 3     | Team Sky          | 323  |
| 4     | Bora-Hansgrohe    | 308  |
| 5     | Movistar Team     | 297  |
| 6     | Dimension Data    | 289  |
| 7     | Team Sunweb       | 286  |
| 8     | Trek-Segafredo    | 277  |
| 9     | FDJ               | 240  |
| 10    | Bahrain-Merida    | 239  |